# 北京55日
《北京55日》（英語：55 Days at Peking）是一部发行于1963年的美国史诗历史戰爭片，讲述的是发生在大清1898至1900年间义和团运动时期中的八国联军之役。电影主要由尼古拉斯·雷导演。
本片在1963年5月29日首映，评论褒贬参半。批评者认为电影史实不准确，且缺少人物角色的发展。但电影在表演、导演、音乐、动作系列和场景设计上受到好评。另外，电影成本为一千万美元，但票房收入也只有一千万美元。尽管如此，该电影还是得到了两项奥斯卡金像奖提名：最佳原创音乐和最佳原创歌曲。
本片在香港被禁映，多年後在電視播映；在新加坡戲院上映數日後，亦遭當局禁映；在馬來西亞，有戲院決定停映。